# 박철형
박철형(1994년 4월 16일 ~ 2021년 9월 17일)은 대한민국의 남자 배구 선수이며, 수원 한국전력 빅스톰의 선수이다. 2016-2017 신인 드래프트에서 전체 7순위로 안산 OK저축은행 러시앤캐시에 입단하였다.

## 안산 OK저축은행 러시앤캐시시절

### 2016-2017시즌
2016-2017시즌 신인드래프트에서 전체 7순위로 안산 OK저축은행 러시앤캐시에 지명되었다. 주 포지션은 리베로다. 성실함과 몸을 아끼지 않는 플레이로 팬들의 사랑을 받으면서 팀내 사기를 위해 파이팅을 적극적으로 불어넣는다.

### 2017-2018시즌
주전 리베로인 정성현의 백업 리베로로 많이 출장하였다. 시즌이 끝난후 자유계약선수로 풀렸다.

## 수원 한국전력 빅스톰시절
2017-18시즌이 끝난 후 자유계약선수로 풀려 수원 한국전력 빅스톰과 계약하였다.